# KWS Saat
KWS Saat SE & Co. KGaA este o societate europeană cu sediul în Germania care se ocupă cu creșterea plantelor în aproximativ 70 de țări. KWS este unul dintre cei mai mari producători de semințe din lume, precum sfecla de zahăr, porumb, cereale și legume. Principalele piețe sunt Europa, America de Nord, America de Sud și Asia.
Abrevierea „KWS” vine de la Klein Wanzlebener Saatzucht (Creșterea semințelor de la Klein Wanzleben). În 1954, compania a devenit publică la Bursa de Valori Hamburg-Hannover și se află pe lista SDAX a Bursei de Valori din Frankfurt din iunie 2006.